# Grand théorème de Poncelet
Pour les articles homonymes, voir Théorème de Poncelet et Théorème de Poncelet-Steiner.

Deux ellipses et un pentagone variable.

En géométrie, le grand théorème de Poncelet (parfois appelé porisme de Poncelet) est un énoncé portant sur l'inscription des polygones dans les coniques : un polygone inscrit dans une conique et en circonscrivant une autre fait partie d'une famille infinie de polygones, eux-mêmes inscrits et circonscrits aux mêmes coniques.
Ce théorème est nommé d'après le mathématicien et ingénieur français Jean-Victor Poncelet qui l'exposa dans un ouvrage de géométrie en 1822. Il est, selon Marcel Berger, « de loin, le plus beau résultat sur les coniques ».

## Énoncé
Soient C et C'  sont deux coniques planes et n > 2. S'il existe un polygone à n côtés à la fois inscrit dans C (c'est-à-dire que tous les sommets du polygone appartiennent à C) et circonscrit à C' (c'est-à-dire que toutes les arêtes du polygone sont tangentes à C'), alors il existe une infinité de tels polygones à la fois inscrits dans C et circonscrits à C'
Par conséquent, si l'on donne deux coniques C et C' vérifiant la condition pour n, alors, en partant d'un point P0 quelconque sur la conique C, et en traçant une tangente à C' passant par P0, cette tangente coupe C en un deuxième point P1. On trace alors la tangente à C' passant par P1 qui coupe C en P2, et ainsi de suite. Le théorème de Poncelet affirme qu'en suivant ce procédé, on finira par retomber sur le point initial P0 en exactement n étapes, et ceci quel que soit le point de départ choisi. 
Autrement dit, il suffit de pouvoir construire par ce procédé un polygone à n côtés inscrit dans C et circonscrit à C' pour pouvoir en construire une infinité d'autres par la même méthode en sélectionnant n'importe quel point de départ sur C.